# Martwica (Martew)
Martwica (niem. Marthenberg) – część wsi Martew w Polsce, położona w województwie zachodniopomorskim, w powiecie wałeckim, w gminie Tuczno. Leży nad jeziorem Marta.
W latach 1975–1998 administracyjnie należała do województwa pilskiego.